# Solange de Souza
Solange Cordeiro de Souza (Brasília, 5 de fevereiro de 1969) é uma ex-atleta brasileira.

## Biografia
Em 1996, Solange ficou em 60º nos Jogos Olímpicos de Atlanta. Também foi vencedora da Maratona de Brasília em 1994, além de competir em maratonas na Disney, na Flórida, em Boston e outras.
Solange já foi premiada com o Indy Women’s Trailblazer Award, em 2018, em homenagem a perseverança em sua carreira.
Atualmente ela vive nos Estados Unidos, onde reside desde 1999. Ela tem diagnóstico de artrite reumatoide, que a impediu de retornar as maratonas.